# Малта на Европском првенству у атлетици у дворани 2017.
Малта је учествовала на 34. Европском првенству у дворани 2017 одржаном у Београду , Србија, од 5. до 8. марта. Ово је једанаесто Европско првенство у дворани од 1996. године када је Малта први пут учествовала. Репрезентацију Малте представљало је двоје спортиста ⟨1 мушкарац и 1 жена⟩, који су се такмичили у две дисциплине.
Представници Малте нису освојили медаље, нити су постигли неки рекорд.

## Учесници
| Мушкарци: - Лук Безина — 60 м | Жене: - Шарлот Вингфилд — 60 м |  |

## Резултати

### Мушкарци
| Атлетичар  | Дисциплина | Лични рекорд | Квалификације | Квалификације | Полуфинале           | Полуфинале           | Финале               | Финале  | Детаљи |
| Атлетичар  | Дисциплина | Лични рекорд | Резултат      | Место         | Резултат             | Место                | Резултат             | Место   | Детаљи |
| ---------- | ---------- | ------------ | ------------- | ------------- | -------------------- | -------------------- | -------------------- | ------- | ------ |
| Лук Безина | 60 м       | 6,93         | 7,02 ЛРС      | 6. у гр. 2    | Није се квалификовао | Није се квалификовао | Није се квалификовао | 23 / 26 |        |

### Жене
| Атлетичарка     | Дисциплина | Лични рекорд | Квалификације | Квалификације | Полуфинале            | Полуфинале            | Финале                | Финале       | Детаљи |
| Атлетичарка     | Дисциплина | Лични рекорд | Резултат      | Место         | Резултат              | Место                 | Резултат              | Место        | Детаљи |
| --------------- | ---------- | ------------ | ------------- | ------------- | --------------------- | --------------------- | --------------------- | ------------ | ------ |
| Шарлот Вингфилд | 60 м       | 7,44 НР      | 7,50          | 6. у гр. 2    | Није се квалификовала | Није се квалификовала | Није се квалификовала | 27 / 37 (38) |        |